# Шалон-сюр-Сон
Шало́н-сюр-Сон (фр. Chalon-sur-Saône, дос. «Шалон на Соні», фр. вимова: [ʃalɔ̃ syʁ son] ( прослухати)) — місто та муніципалітет у Франції, у регіоні Бургундія-Франш-Конте, департамент Сона і Луара. Населення — 45 031 особа (01.01.2021).

## Географія
Муніципалітет розміщений на відстані приблизно 300 км на південний схід від Парижа, 65 км на південь від Діжона, 55 км на північ від Макона на річці Соні.

## Історія
Хоча місцевість (стародавній Кабіллон лат. Cabillonum) була столицею стародавнього кельтського племені едуї (лат. Haedui, Aedui), а об'єкти Латенської культури були знайдені тут, в руслі місцевої річки Сони, перша згадка про Кавіллон (лат. Cavillonum) була знайдена в «Записках про Галльську війну» (лат. Commentarii de Bello Gallico) римського політичного діяча, полководця і письменника Гая Юлія Цезаря, який у 58-50 роках до н. е. був намісником римської провінції Галлії (VII, chs. 42 і 90). Римське місто тоді вже служило річковим портом та вузлом дорожніх комунікацій, через Агріппову дорогу та бічні маршрути .

## Демографія
Динаміка населення (Cassini і INSEE ):
Розподіл населення за віком та статтю (2006):
| Стать | Всього | До 15 років | 15-24 | 25-44 | 45-64 | 65-85 | Понад 85 |
| --- | ------ | ----------- | ----- | ----- | ----- | ----- | -------- |
| Чоловіки | 21 624 | 3646        | 3488  | 6279  | 5039  | 2882  | 290      |
| Жінки | 24 920 | 3612        | 3359  | 6298  | 5812  | 4839  | 1000     |
| \| Статево-вікова піраміда \| Статево-вікова піраміда \| Статево-вікова піраміда \| \| ----------------------- \| ----------------------- \| ----------------------- \| \| Чоловіки \| Вік \| Жінки \| \| 290 \| 85 + \| 1000 \| \| 562 \| 80-84 \| 1078 \| \| 675 \| 75-79 \| 1325 \| \| 800 \| 70-74 \| 1256 \| \| 845 \| 65-69 \| 1180 \| \| 915 \| 60-64 \| 1133 \| \| 1347 \| 55-59 \| 1545 \| \| 1375 \| 50-54 \| 1606 \| \| 1402 \| 45-49 \| 1528 \| \| 1486 \| 40-44 \| 1512 \| \| 1430 \| 35-39 \| 1425 \| \| 1567 \| 30-34 \| 1458 \| \| 1796 \| 25-29 \| 1903 \| \| 1888 \| 20-24 \| 1820 \| \| 1600 \| 15-20 \| 1539 \| \| 1162 \| 10-14 \| 1090 \| \| 1056 \| 5-9 \| 1103 \| \| 1428 \| 0-4 \| 1419 \| |        |             |       |       |       |       |          |
| Статево-вікова піраміда |        |             |       |       |       |       |          |
| Чоловіки | Вік    | Жінки       |       |       |       |       |          |
| 290 | 85 +   | 1000        |       |       |       |       |          |
| 562 | 80-84  | 1078        |       |       |       |       |          |
| 675 | 75-79  | 1325        |       |       |       |       |          |
| 800 | 70-74  | 1256        |       |       |       |       |          |
| 845 | 65-69  | 1180        |       |       |       |       |          |
| 915 | 60-64  | 1133        |       |       |       |       |          |
| 1347 | 55-59  | 1545        |       |       |       |       |          |
| 1375 | 50-54  | 1606        |       |       |       |       |          |
| 1402 | 45-49  | 1528        |       |       |       |       |          |
| 1486 | 40-44  | 1512        |       |       |       |       |          |
| 1430 | 35-39  | 1425        |       |       |       |       |          |
| 1567 | 30-34  | 1458        |       |       |       |       |          |
| 1796 | 25-29  | 1903        |       |       |       |       |          |
| 1888 | 20-24  | 1820        |       |       |       |       |          |
| 1600 | 15-20  | 1539        |       |       |       |       |          |
| 1162 | 10-14  | 1090        |       |       |       |       |          |
| 1056 | 5-9    | 1103        |       |       |       |       |          |
| 1428 | 0-4    | 1419        |       |       |       |       |          |

## Економіка
2010 року серед 28 530 осіб працездатного віку (15—64 років) 20 686 були активними, 7844 — неактивними (показник активності 72,5%, у 1999 році було 71,1%). З 20 686 активних мешканців працювало 17 137 осіб (8979 чоловіків та 8158 жінок), безробітними було 3549 (1864 чоловіки та 1685 жінок). Серед 7844 неактивних 2566 осіб було учнями чи студентами, 2344 — пенсіонерами, 2934 були неактивними з інших причин.

У 2010 році в муніципалітеті числилось 22382 оподатковані домогосподарства, у яких проживали 43469,5 особи, медіана доходів виносила 15 937 євро на одного особоспоживача.

## Персоналії
- Флоран Паньї (*1961) — французький співак та актор. Співає у жанрі вар'єте.
- Жозеф Нісефор Ньєпс (1765 — 1833) — французький винахідник, найбільш відомий винаходом фотографії.

## Міста-побратими
- Золінген, Німеччина
- Нествед, Данія (2006)[10]
- Новара, Італія
- Сент-Геленс, Велика Британія